# Campeonato Mundial de League of Legends 2020
El 2020 League of Legends World Championship fue el décimo campeonato mundial de League of Legends, un torneo de videojuego desarrollado por Riot Games. Se llevó a cabo del 25 de septiembre al 31 de octubre en Shanghái, China. Veintidós equipos de 11 regiones se clasificaron para el torneo en función de su ubicación en circuitos regionales como los de China, Europa, América del Norte, Corea del Sur y Taiwán, Hong Kong, Macao y el Sudeste de Asia con diez de esos equipos que tuvieron que llegar a los principales evento a través de un escenario de entrada.
"Take Over" fue el tema principal del torneo, elaborado por Henry Lau, Max Schneider y el vocalista principal de A Day to Remember Jeremy McKinnon.

## Impacto de la pandemia COVID-19 en el torneo
La pandemia de COVID-19, que se limitó principalmente a China en enero y principios de febrero de 2020, afectó el formato de alojamiento de varias ciudades que estaba presente anteriormente. El 1 de agosto, Riot Games anunció las fechas y el lugar del evento, y todas las etapas se llevarán a cabo en Shanghái mediante el uso de un entorno de "burbuja de aislamiento". En septiembre de 2020, Riot Games anunció que debido a problemas de viaje, dos equipos de VCS de Vietnam no participarán en el torneo.
Durante el 2020 Worlds Group Draw Show, se reveló que los miembros de PSG Talon, "River" y "Tank", no podrían asistir al escenario debido a visas demoradas y problemas de cuarentena y que Hsiao "Kongyue" Jen -tso y Chen "Uniboy" Chang-chu serían prestados por ahq eSports Club para reemplazarlos. La organización confirmó esto en un anuncio oficial al día siguiente, y además declaró que "Unified" tampoco podría participar en la primera mitad de la etapa de entrada por la misma razón. Chen "Dee" Chun-dee fue cedido por Machi Esports para reemplazar a Unified.

## Equipos cualificados y rosters

### Equipos cualificados
Como los dos equipos vietnamitas (Champion's Team Flash y GAM Esports de VCS Summer de los subcampeones) no pueden participar, el tercer equipo sembrado de Corea del Sur (LCK) será promovido para comenzar en la fase de grupos principal, como lo fue anteriormente. cayó al escenario de entrada. El formato de clasificación para América del Norte y Europa cambió y los equipos se clasificaron directamente en función de los resultados de sus respectivos playoffs de verano. Debido a la fusión de las ligas profesionales de Taiwán / Hong Kong / Macao (LMS) y del sudeste asiático (LST) en una sola liga (PCS) y se han reducido los puestos del Mundial de 4 a 2, Europa (LEC) tendrá otra liga directa. un lugar en la fase de grupos y China (LPL) tendrá un lugar adicional en la etapa de play-in para el subcampeón de la final regional. Para el grupo, el grupo # 2 de la fase de grupos principal con 8 equipos como el año pasado se dividirá en dos grupos # 2 y el grupo # 3, con 4 equipos cada grupo. Los equipos clasificados de la fase de entrada se sortearán como grupo # 4. El grupo # 3 de la etapa Play-in del año pasado se fusionará con el grupo # 2, aumentado a 6 equipos.

Región

| Región                                               | Liga                                                 | Clasificación                                        | Equipo                                               | ID                                                   | Bombo                                                |
| Comenzando en la fase de grupos del evento principal | Comenzando en la fase de grupos del evento principal | Comenzando en la fase de grupos del evento principal | Comenzando en la fase de grupos del evento principal | Comenzando en la fase de grupos del evento principal | Comenzando en la fase de grupos del evento principal |
| ---------------------------------------------------- | ---------------------------------------------------- | ---------------------------------------------------- | ---------------------------------------------------- | ---------------------------------------------------- | ---------------------------------------------------- |
| China                                                | LPL                                                  | Summer Champion                                      | Top Esports                                          | TES                                                  | 1                                                    |
| China                                                | LPL                                                  | Most Championship Points                             | JD Gaming                                            | JDG                                                  | 2                                                    |
| China                                                | LPL                                                  | Regional Finals Winner                               | Suning                                               | SN                                                   | 2                                                    |
| Europe                                               | LEC                                                  | Summer Champion                                      | G2 Esports                                           | G2                                                   | 1                                                    |
| Europe                                               | LEC                                                  | Summer Runner-Up                                     | Fnatic                                               | FNC                                                  | 2                                                    |
| Europe                                               | LEC                                                  | Summer 3rd Place                                     | Rogue                                                | RGE                                                  | 3                                                    |
| Corea del Sur                                        | LCK                                                  | Summer Champion                                      | DAMWON Gaming                                        | DWG                                                  | 1                                                    |
| Corea del Sur                                        | LCK                                                  | Most Championship Points                             | DRX                                                  | DRX                                                  | 2                                                    |
| Corea del Sur                                        | LCK                                                  | Regional Finals Winner                               | Gen.G                                                | GEN                                                  | 3                                                    |
| Estados Unidos                                       | LCS                                                  | Summer Champion                                      | Team SoloMid                                         | TSM                                                  | 1                                                    |
| Estados Unidos                                       | LCS                                                  | Summer Runner-Up                                     | FlyQuest                                             | FLY                                                  | 3                                                    |
| TW/HK/MO/SEA                                         | PCS                                                  | Summer Champion                                      | Machi Esports                                        | MCX                                                  | 3                                                    |
| Starting in the play-in stage                        |                                                      |                                                      |                                                      |                                                      |                                                      |
| China                                                | LPL                                                  | Regional Finals Runner-Up                            | LGD Gaming                                           | LGD                                                  | 1                                                    |
| Europa                                               | LEC                                                  | Summer 4th Place                                     | MAD Lions                                            | MAD                                                  | 1                                                    |
| Estados Unidos                                       | LCS                                                  | Summer 3rd Place                                     | Team Liquid                                          | TL                                                   | 1                                                    |
| TW/HK/MO/SEA                                         | PCS                                                  | Summer Runner-Up                                     | PSG Talon                                            | PSG                                                  | 1                                                    |
| CIS                                                  | LCL                                                  | Summer Champion                                      | Unicorns of Love                                     | UOL                                                  | 2                                                    |
| América Latina                                       | LLA                                                  | Summer Champion                                      | Rainbow7                                             | R7                                                   | 2                                                    |
| Turquía                                              | TCL                                                  | Summer Champion                                      | Papara SuperMassive                                  | SUP                                                  | 2                                                    |
| Brasil                                               | CBLOL                                                | Summer Champion                                      | INTZ                                                 | ITZ                                                  | 2                                                    |
| Japón                                                | LJL                                                  | Summer Champion                                      | V3 Esports                                           | V3                                                   | 2                                                    |
| Oceanía                                              | OPL                                                  | Summer Champion                                      | Legacy Esports                                       | LGC                                                  | 2                                                    |

### Listas
Jugador(a) no participó en ninguna partida.
| Equipos                                   | Jugadores                   | Jugadores                         | Jugadores                      | Jugadores                   | Jugadores                        | Entrenador                       |
| Equipos                                   | Top                         | Jungla                            | Mid                            | ADC                         | Soporte                          | Entrenador                       |
| China (LPL)                               | China (LPL)                 | China (LPL)                       | China (LPL)                    | China (LPL)                 | China (LPL)                      | China (LPL)                      |
| ----------------------------------------- | --------------------------- | --------------------------------- | ------------------------------ | --------------------------- | -------------------------------- | -------------------------------- |
| Top Esports                               | 369 (Bai Jiahao)            | Karsa (Hung Hao-hsuan)            | knight (Zhuo Ding)             | JackeyLove (Yu Wenbo)       | yuyanjia (Liang Jiayuan)         | Crescent (Luo Sheng)             |
| Top Esports                               | 369 (Bai Jiahao)            | Karsa (Hung Hao-hsuan)            | knight (Zhuo Ding)             | JackeyLove (Yu Wenbo)       | QiuQiu (Zhang Ming)              | Crescent (Luo Sheng)             |
| JD Gaming                                 | Zoom (Zhang Xingran)        | Kanavi (Seo Jin-hyeok)            | Yagao (Zeng Qi)                | LokeN (Lee Dong-wook)       | LvMao (Zuo Minghao)              | Homme (Yun Seong-yeong)          |
| JD Gaming                                 | Zoom (Zhang Xingran)        | Kanavi (Seo Jin-hyeok)            | Yagao (Zeng Qi)                | LokeN (Lee Dong-wook)       | Peace (Lin Shangren)             | huge (Cui Hu)                    |
| Suning                                    | Bin (Chen Zebin)            | SofM (Lê Quang Duy)               | Angel (Xiang Tao)              | huanfeng (Tang Huanfeng)    | SwordArt (Hu Shuo-chieh)         | Chashao (Shih Yi-hao)            |
| Suning                                    | Bin (Chen Zebin)            | View (Chen Yuming)                | Angel (Xiang Tao)              | huanfeng (Tang Huanfeng)    | owo (Luo Wenjun)                 | Dian (Li Guopeng)                |
| LGD Gaming                                | Langx (Xie Zhenying)        | Peanut (Han Wang-ho)              | xiye (Su Hanwei)               | Kramer (Ha Jong-hun)        | Mark (Ling Xu)                   | Maizijian (Zeng Tao)             |
| LGD Gaming                                | Langx (Xie Zhenying)        | Peanut (Han Wang-ho)              | xiye (Su Hanwei)               | Kramer (Ha Jong-hun)        | Killua (Liu Danyang)             | Eimy (Xie Dan)                   |
| Europa (LEC)                              |                             |                                   |                                |                             |                                  |                                  |
| G2 Esports                                | Wunder (Martin Hansen)      | Jankos (Marcin Jankowski)         | Caps (Rasmus Winther)          | Perkz (Luka Perković)       | Mikyx (Mihael Mehle)             | GrabbZ (Fabian Lohmann)          |
| G2 Esports                                | Wunder (Martin Hansen)      | Jankos (Marcin Jankowski)         | Caps (Rasmus Winther)          | P1noy (Kristoffer Pedersen) | Mikyx (Mihael Mehle)             | Duffman (Christoffer Duff)       |
| Fnatic                                    | Bwipo (Gabriël Rau)         | Selfmade (Oskar Boderek)          | Nemesis (Tim Lipovšek)         | Rekkles (Martin Larsson)    | Hylissang (Zdravets Galabov)     | Mithy (Alfonso Rodríguez)        |
| Fnatic                                    | Bwipo (Gabriël Rau)         | Selfmade (Oskar Boderek)          | MagiFelix (Felix Boström)      | Rekkles (Martin Larsson)    | Hylissang (Zdravets Galabov)     | Shaves (Kevin Edward Tolman)     |
| Rogue                                     | Finn (Finn Wiestål)         | Inspired (Kacper Słoma)           | Larssen (Emil Larsson)         | Hans sama (Steven Liv)      | Vander (Oskar Bogdan)            | fredy122 (Simon Payne)           |
| Rogue                                     | Finn (Finn Wiestål)         | Inspired (Kacper Słoma)           | Blueknight (Nico Jannet)       | Hans sama (Steven Liv)      | Vander (Oskar Bogdan)            | Blumigan (Marcus Blom)           |
| MAD Lions                                 | Orome (Andrei Popa)         | Shad0w (Zhiqiang Zhao)            | Humanoid (Marek Brázda)        | Carzzy (Matyáš Orság)       | Kaiser (Norman Kaiser)           | Mac (James MacCormack)           |
| MAD Lions                                 | Orome (Andrei Popa)         | Shad0w (Zhiqiang Zhao)            | Humanoid (Marek Brázda)        | Carzzy (Matyáš Orság)       | Kaas (Christophe van Oudheusden) | Kaas (Christophe van Oudheusden) |
| Corea del Sur (LCK)                       |                             |                                   |                                |                             |                                  |                                  |
| Damwon Gaming                             | Nuguri (Jang Ha-gwon)       | Canyon (Kim Geon-bu)              | ShowMaker (Heo Su)             | Ghost (Jang Yong-jun)       | BeryL (Cho Geon-hee)             | Zefa (Lee Jae-min)               |
| Damwon Gaming                             | Nuguri (Jang Ha-gwon)       | Canyon (Kim Geon-bu)              | ShowMaker (Heo Su)             | Nuclear (Sin Jeong-hyeon)   | Hoit (Ryu Ho-seong)              | Daeny (Yang Dae-in)              |
| DRX                                       | Doran (Choi Hyeon-jun)      | Pyosik (Hong Chang-hyeon)         | Chovy (Jeong Ji-hun)           | Deft (Kim Hyeok-kyu)        | Keria (Ryu Min-seok)             | cvMax (Kim Dae-ho)               |
| DRX                                       | Doran (Choi Hyeon-jun)      | Pyosik (Hong Chang-hyeon)         | Quad (Song Su-hyeong)          | Deft (Kim Hyeok-kyu)        | Keria (Ryu Min-seok)             | Museong (Kim Moo-seong)          |
| Gen.G                                     | Rascal (Kim Kwang-hee)      | Clid (Kim Tae-min)                | Bdd (Gwak Bo-seong)            | Ruler (Park Jae-hyeok)      | Life (Kim Jeong-min)             | oDin (Ju Yeong-dal)              |
| Gen.G                                     | Rascal (Kim Kwang-hee)      | Clid (Kim Tae-min)                | Bdd (Gwak Bo-seong)            | Ruler (Park Jae-hyeok)      | Kellin (Kim Hyeong-gyu)          | Tom (Im Jae-hyeon)               |
| Norteamérica (LCS)                        |                             |                                   |                                |                             |                                  |                                  |
| Team SoloMid                              | Broken Blade (Sergen Çelik) | Spica (Mingyi Lu)                 | Bjergsen (Søren Bjerg)         | Doublelift (Yiliang Peng)   | Biofrost (Vincent Wang)          | Parth (Parth Naidu)              |
| Team SoloMid                              | Broken Blade (Sergen Çelik) | Spica (Mingyi Lu)                 | Bjergsen (Søren Bjerg)         | Doublelift (Yiliang Peng)   | Treatz (Erik Wessén)             | Mabrey (Joshua Alan Mabrey)      |
| FlyQuest                                  | Solo (Colin Earnest)        | Santorin (Lucas Larsen)           | PowerOfEvil (Tristan Schrage)  | WildTurtle (Jason Tran)     | IgNar (Lee Dong-geun)            | Curry (Anand Agarwal)            |
| FlyQuest                                  | Solo (Colin Earnest)        | Santorin (Lucas Larsen)           | PowerOfEvil (Tristan Schrage)  | MasH (Brandon Phan)         | IgNar (Lee Dong-geun)            | MasH (Brandon Phan)              |
| Team Liquid                               | Impact (Jeong Eon-yeong)    | Broxah (Mads Brock-Pedersen)      | Jensen (Nicolaj Jensen)        | Tactical (Edward Ra)        | CoreJJ (Jo Yong-in)              | Jatt (Joshua Leesman)            |
| Team Liquid                               | Jenkins (Thomas Tran)       | Broxah (Mads Brock-Pedersen)      | Jensen (Nicolaj Jensen)        | Tactical (Edward Ra)        | CoreJJ (Jo Yong-in)              | Cain (Jang Nu-ri)                |
| Taiwan/Hong Kong/Macau/SEA (PCS)          |                             |                                   |                                |                             |                                  |                                  |
| Machi Esports                             | PK (Hsieh Yu-ting)          | Gemini (Huang Chu-hsuan)          | M1ssion (Chen Hsiao-hsien)     | Bruce (Chiu Chih-chun)      | Koala (Lin Chih-chiang)          | Mountain (Xue Zhao-hong)         |
| Machi Esports                             | PK (Hsieh Yu-ting)          | Gemini (Huang Chu-hsuan)          | M1ssion (Chen Hsiao-hsien)     | Atlen (Sung Ya-lun)         | Koala (Lin Chih-chiang)          | Dreamer (Tseng Chien-hung)       |
| PSG Talon                                 | Hanabi (Su Chia-hsiang)     | River (Kim Dong-woo)              | Tank (Park Dan-won)            | Unified (Wong Chun-kit)     | Kaiwing (Ling Kai-wing)          | Bigfafa (Seo Min-seok)           |
| PSG Talon                                 | Yuwan (Hsu Chi-chun)        | Kongyue (loan) (Hsiao Jen-tso)    | Uniboy (loan) (Chen Chang-chu) | Dee (loan) (Chen Chun-dee)  | Kaiwing (Ling Kai-wing)          | Glen (Yang Po-Jen)               |
| Brasil (CBLOL)                            |                             |                                   |                                |                             |                                  |                                  |
| INTZ                                      | Tay (Rodrigo Panisa)        | Shini (Diogo Rogê)                | Envy (Bruno Farias)            | micaO (Micael Rodrigues)    | RedBert (Ygor Freitas)           | Maestro (Lucas Pierre)           |
| INTZ                                      | Tay (Rodrigo Panisa)        | Shini (Diogo Rogê)                | Envy (Bruno Farias)            | Mills (Guilherme Conti)     | RedBert (Ygor Freitas)           | Maestro (Lucas Pierre)           |
| Comunidad de Estados Independientes (LCL) |                             |                                   |                                |                             |                                  |                                  |
| Unicorns of Love                          | BOSS (Vladislav Fomin)      | AHaHaCiK (Kirill Skvortsov)       | Nomanz (Lev Yakshin)           | Gadget (Ilya Makavchuk)     | SaNTaS (Aleksandr Lifashin)      | Sheepy (Fabian Mallant)          |
| Unicorns of Love                          | BOSS (Vladislav Fomin)      | AHaHaCiK (Kirill Skvortsov)       | Nomanz (Lev Yakshin)           | Gadget (Ilya Makavchuk)     | Invi (Dimitrii Protasov)         | Invi (Dimitrii Protasov)         |
| Japón (LJL)                               |                             |                                   |                                |                             |                                  |                                  |
| V3 Esports                                | Paz (Shiro Sasaki)          | Bugi (Lee Seong-yeop)             | Ace (Kotoji Mugita)            | Archer (Lee Keun-hee)       | Raina (Shin Okubo)               | Son (Son Jae-seok)               |
| V3 Esports                                | Ricky (Riki Sameshima)      | Bugi (Lee Seong-yeop)             | Ace (Kotoji Mugita)            | Archer (Lee Keun-hee)       | Raina (Shin Okubo)               | Son (Son Jae-seok)               |
| Latinoamérica (LLA)                       |                             |                                   |                                |                             |                                  |                                  |
| Rainbow7                                  | Acce (Emmanuel Juárez)      | Josedeodo (Brandon Joel Villegas) | Aloned (Tomás Díaz)            | Leza (Francisco Jara)       | Shadow (Facundo Cuello)          | Skin (Eduardo Saldaña)           |
| Rainbow7                                  | Acce (Emmanuel Juárez)      | Josedeodo (Brandon Joel Villegas) | Aloned (Tomás Díaz)            | Leza (Francisco Jara)       | Khynm (Gabriel Alonso)           | Fallen (Carlos Calderón)         |
| Oceanía (OPL)                             |                             |                                   |                                |                             |                                  |                                  |
| Legacy Esports                            | Topoon (Kim Ji-hun)         | Babip (Leo Romer)                 | Tally (James Shute)            | Raes (Quin Korebrits)       | Isles (Jonah Rosario)            | Denian (James Goddard)           |
| Legacy Esports                            | Topoon (Kim Ji-hun)         | Babip (Leo Romer)                 | Halo (James Giacoumakis)       | Raes (Quin Korebrits)       | Isles (Jonah Rosario)            | Denian (James Goddard)           |
| Turquía (TCL)                             |                             |                                   |                                |                             |                                  |                                  |
| Papara SuperMassive                       | Armut (İrfan Berk Tükek)    | KaKAO (Lee Byeong-kwon)           | Bolulu (Onur Can Demirol)      | Zeitnot (Berkay Aşıkuzun)   | SnowFlower (No Hoi-jong)         | Pades (Serdar Padeş)             |
| Papara SuperMassive                       | Armut (İrfan Berk Tükek)    | KaKAO (Lee Byeong-kwon)           | Bolulu (Onur Can Demirol)      | Zeitnot (Berkay Aşıkuzun)   | Pades (Serdar Padeş)             | GBM (Lee Chang-seok)             |

## Fase de grupos
- Lugar: Shanghai Media Tech Studio.
- Fecha y hora: del 3 al 11 de octubre, a partir de las 16:00 CST (UTC +08: 00).
- Dieciséis equipos se dividen en cuatro grupos con cuatro equipos en cada grupo según su siembra. Los equipos de la misma región no se pueden colocar en el mismo grupo.
- Doble round robin, todos los partidos son al mejor de uno.
- Si los equipos tienen el mismo récord de victorias y derrotas y el mismo récord de enfrentamientos directos, se juega un partido de desempate por el primer o segundo lugar.
- Los dos mejores equipos avanzarán a la fase de eliminatorias. Los dos últimos equipos quedan eliminados.

### Grupo A
| 1 | Suning        | SN  | ~   | 1-1 | 1-1 | 2-0 | 4 | 2 | W |
| 2 | G2 Esports    | G2  | 1-1 | ~   | 1-1 | 2-0 | 4 | 2 | L |
| 3 | Team Liquid   | TL  | 1-1 | 1-1 | ~   | 1-1 | 3 | 3 |   |
| 4 | Machi Esports | MCX | 0-2 | 0-2 | 1-1 | ~   | 1 | 5 |   |

| Fecha | Juego | Lado Azul | Resultado | Resultado | Lado Rojo |
| ----- | ----- | --------- | --------- | --------- | --------- |
| 4 Oct | 1     | MCX       | W         | L         | TL        |
| 4 Oct | 2     | G2        | W         | L         | SN        |
| 5 Oct | 3     | MCX       | L         | W         | G2        |
| 5 Oct | 4     | TL        | L         | W         | SN        |
| 6 Oct | 5     | G2        | L         | W         | TL        |
| 6 Oct | 6     | SN        | W         | L         | MCX       |
| 8 Oct | 7     | TL        | L         | W         | G2        |
| 8 Oct | 8     | MCX       | L         | W         | SN        |
| 8 Oct | 9     | G2        | W         | L         | MCX       |
| 8 Oct | 10    | SN        | L         | W         | TL        |
| 8 Oct | 11    | TL        | W         | L         | MCX       |
| 8 Oct | 12    | SN        | W         | L         | G2        |
| 8 Oct | TB    | SN        | W         | L         | G2        |

### Grupo B
| 1 | DAMWON Gaming | DWG | ~   | 1-1 | 2-0 | 2-0 | 5 | 1 |
| 2 | JD Gaming     | JDG | 1-1 | ~   | 1-1 | 2-0 | 4 | 2 |
| 3 | PSG Talon     | PSG | 0-2 | 1-1 | ~   | 1-1 | 2 | 4 |
| 4 | Rogue         | RGE | 0-2 | 0-2 | 1-1 | ~   | 1 | 5 |

| Fecha | Juego | Lado Azul | Resultado | Resultado | Lado Rojo |
| ----- | ----- | --------- | --------- | --------- | --------- |
| 3 Oct | 1     | RGE       | W         | L         | PSG       |
| 3 Oct | 2     | DWG       | W         | L         | JDG       |
| 4 Oct | 3     | RGE       | L         | W         | DWG       |
| 4 Oct | 4     | PSG       | L         | W         | JDG       |
| 5 Oct | 5     | DWG       | W         | L         | PSG       |
| 5 Oct | 6     | JDG       | W         | L         | RGE       |
| 9 Oct | 7     | PSG       | L         | W         | DWG       |
| 9 Oct | 8     | RGE       | L         | W         | JDG       |
| 9 Oct | 9     | DWG       | W         | L         | RGE       |
| 9 Oct | 10    | JDG       | L         | W         | PSG       |
| 9 Oct | 11    | PSG       | W         | L         | RGE       |
| 9 Oct | 12    | JDG       | W         | L         | DWG       |

### Grupo C
| # | Equipo       |  | ~   | GEN | FNC | LGD | TSM |  | W | L |
| - | ------------ |  | --- | --- | --- | --- | --- |  | - | - |
| 1 | Gen.G        |  | GEN | ~   | 1-1 | 2-0 | 2-0 |  | 5 | 1 |
| 2 | Fnatic       |  | FNC | 1-1 | ~   | 1-1 | 2-0 |  | 4 | 2 |
| 3 | LGD Gaming   |  | LGD | 0-2 | 1-1 | ~   | 2-0 |  | 3 | 3 |
| 4 | Team SoloMid |  | TSM | 0-2 | 0-2 | 0-2 | ~   |  | 0 | 6 |

| Fecha  | Juego | Lado Azul | Resultado | Resultado | Lado Rojo |
| ------ | ----- | --------- | --------- | --------- | --------- |
| 3 Oct  | 1     | GEN       | W         | L         | LGD       |
| 3 Oct  | 2     | TSM       | L         | W         | FNC       |
| 4 Oct  | 3     | GEN       | W         | L         | TSM       |
| 4 Oct  | 4     | LGD       | W         | L         | FNC       |
| 6 Oct  | 5     | FNC       | W         | L         | GEN       |
| 6 Oct  | 6     | TSM       | L         | W         | LGD       |
| 10 Oct | 7     | FNC       | W         | L         | TSM       |
| 10 Oct | 8     | LGD       | L         | W         | GEN       |
| 10 Oct | 9     | TSM       | L         | W         | GEN       |
| 10 Oct | 10    | FNC       | W         | L         | LGD       |
| 10 Oct | 11    | LGD       | W         | L         | TSM       |
| 10 Oct | 12    | GEN       | W         | L         | FNC       |

### Grupo D
| 1 | Top Esports      | TES | ~   | 2-0 | 1-1 | 2-0 | 5 | 1 |
| 2 | DRX              | DRX | 0-2 | ~   | 2-0 | 2-0 | 4 | 2 |
| 3 | FlyQuest         | FLY | 1-1 | 0-2 | ~   | 2-0 | 3 | 3 |
| 4 | Unicorns of Love | UOL | 0-2 | 0-2 | 0-2 | ~   | 0 | 6 |

| Fecha  | Juego | Lado Azul | Resultado | Resultado | Lado Rojo |
| ------ | ----- | --------- | --------- | --------- | --------- |
| 3 Oct  | 1     | FLY       | L         | W         | TES       |
| 3 Oct  | 2     | UOL       | L         | W         | DRX       |
| 5 Oct  | 3     | FLY       | W         | L         | UOL       |
| 5 Oct  | 4     | TES       | W         | L         | DRX       |
| 6 Oct  | 5     | DRX       | W         | L         | FLY       |
| 6 Oct  | 6     | TES       | W         | L         | UOL       |
| 11 Oct | 7     | FLY       | L         | W         | DRX       |
| 11 Oct | 8     | UOL       | L         | W         | TES       |
| 11 Oct | 9     | DRX       | W         | L         | UOL       |
| 11 Oct | 10    | TES       | L         | W         | FLY       |
| 11 Oct | 11    | UOL       | L         | W         | FLY       |
| 11 Oct | 12    | DRX       | L         | W         | TES       |

## Eliminatorias
- Fecha y hora: del 15 al 31 de octubre, todos los partidos comenzarán a las 18:00 CST (UTC +08: 00).
- Ocho equipos se incluyen en un solo grupo de eliminación.
- Todos los partidos son al mejor de cinco.
- El equipo en primer lugar de cada grupo se empata contra el equipo en segundo lugar de un grupo diferente.
- El equipo del primer lugar elige el lado para todos los juegos impares, mientras que el equipo del segundo lugar elige el lado de los juegos pares.
- Los equipos del mismo grupo estarán en lados opuestos del soporte, lo que significa que no podrán jugar entre ellos hasta la final.

|  | Cuartos de final | Cuartos de final | Cuartos de final |               |    | Semifinales | Semifinales | Semifinales |  |    | Final  | Final | Final |  |
|  |                  |                  |                  |               |    |             |             |             |  |    |        |       |       |  |
|  |                  |                  |                  |               |    |             |             |             |  |    |        |       |       |  |
|  | D1               | Top Esports      | 3                |               |    |             |             |             |  |    |        |       |       |  |
|  | D1               | Top Esports      | 3                |               |    |             |             |             |  |    |        |       |       |  |
|  | C2               | Fnatic           | 2                |               |    |             |             |             |  |    |        |       |       |  |
|  | C2               | Fnatic           | 2                |               | D1 | Top Esports | 1           |             |  |    |        |       |       |  |
|  |                  |                  |                  |               | D1 | Top Esports | 1           |             |  |    |        |       |       |  |
|  |                  |                  | A1               | Suning        | 3  |             |             |             |  |    |        |       |       |  |
|  | A1               | Suning           | A1               | Suning        | 3  | 3           |             |             |  |    |        |       |       |  |
|  | A1               | Suning           |                  |               |    |             |             |             |  |    |        |       |       |  |
|  | B2               | JD Gaming        | 1                |               |    |             |             |             |  |    |        |       |       |  |
|  | B2               | JD Gaming        | 1                |               |    |             |             |             |  | A1 | Suning | 1     |       |  |
|  |                  |                  |                  |               |    |             |             |             |  | A1 | Suning | 1     |       |  |
|  |                  |                  | B1               | DAMWON Gaming | 3  |             |             |             |  |    |        |       |       |  |
|  | C1               | Gen.G            | B1               | DAMWON Gaming | 3  | 0           |             |             |  |    |        |       |       |  |
|  | C1               | Gen.G            |                  |               |    |             |             |             |  |    |        |       |       |  |
|  | A2               | G2 Esports       | 3                |               |    |             |             |             |  |    |        |       |       |  |
|  | A2               | G2 Esports       | 3                |               | A2 | G2 Esports  | 1           |             |  |    |        |       |       |  |
|  |                  |                  |                  |               | A2 | G2 Esports  | 1           |             |  |    |        |       |       |  |
|  |                  |                  | B1               | DAMWON Gaming | 3  |             |             |             |  |    |        |       |       |  |
|  | B1               | DAMWON Gaming    | B1               | DAMWON Gaming | 3  | 3           |             |             |  |    |        |       |       |  |
|  | B1               | DAMWON Gaming    |                  |               |    |             |             |             |  |    |        |       |       |  |
|  | D2               | DRX              | 0                |               |    |             |             |             |  |    |        |       |       |  |
|  | D2               | DRX              | 0                |               |    |             |             |             |  |    |        |       |       |  |
|  |                  |                  |                  |               |    |             |             |             |  |    |        |       |       |  |

### Cuartos de final
- Lugar: Shanghai Media Tech Studio
- El ganador o los ganadores avanzarán a las semifinales.

#### Partido 1
- Fecha y hora: 15 de octubre, 18:00 CST (UTC +08: 00).

| Team | Team          | ID  | Result |
| ---- | ------------- | --- | ------ |
| B1   | DAMWON Gaming | DWG | 3      |
| D2   | DRX           | DRX | 0      |

| Game | Blue side | Result | Result | Red side |
| ---- | --------- | ------ | ------ | -------- |
| 1    | DWG       | W      | L      | DRX      |
| 2    | DRX       | L      | W      | DWG      |
| 3    | DRX       | L      | W      | DWG      |
| 4    | X         | -      | -      | X        |
| 5    | X         | -      | -      | X        |

#### Partido 2
- Fecha: 16 de octubre, 18:00 CST (UTC +08: 00)

| Team | Team      | ID  | Result |
| ---- | --------- | --- | ------ |
| A1   | Suning    | SN  | 3      |
| B2   | JD Gaming | JDG | 1      |

| Game | Blue side | Result | Result | Red side |
| ---- | --------- | ------ | ------ | -------- |
| 1    | SN        | L      | W      | JDG      |
| 2    | SN        | W      | L      | JDG      |
| 3    | JDG       | L      | W      | SN       |
| 4    | JDG       | L      | W      | SN       |
| 5    | X         | -      | -      | X        |

#### Partido 3
- Fecha: 17 de octubre, 18:00 CST (UTC +08: 00)

| Team | Team        | ID  | Result |
| ---- | ----------- | --- | ------ |
| D1   | Top Esports | TES | 3      |
| C2   | Fnatic      | FNC | 2      |

| Game | Blue side | Result | Result | Red side |
| ---- | --------- | ------ | ------ | -------- |
| 1    | TES       | L      | W      | FNC      |
| 2    | TES       | L      | W      | FNC      |
| 3    | TES       | W      | L      | FNC      |
| 4    | FNC       | L      | W      | TES      |
| 5    | FNC       | L      | W      | TES      |

#### Partido 4
- Fecha: 18 de octubre, 18:00 CST (UTC +08: 00)

| Team | Team       | ID  | Result |
| ---- | ---------- | --- | ------ |
| C1   | Gen.G      | GEN | 0      |
| A2   | G2 Esports | G2  | 3      |

| Game | Blue side | Result | Result | Red side |
| ---- | --------- | ------ | ------ | -------- |
| 1    | GEN       | L      | W      | G2       |
| 2    | GEN       | L      | W      | G2       |
| 3    | G2        | W      | L      | GEN      |
| 4    | X         | -      | -      | X        |
| 5    | X         | -      | -      | X        |

### Semifinales
- Lugar: Shanghai Media Tech Studio.
- El (los) ganador (es) pasarán a la final.

#### Partido 1
- Fecha: 24 de octubre, 18:00 CST (UTC +08: 00).

| Team          | ID  | Result |
| ------------- | --- | ------ |
| G2 Esports    | G2  | 1      |
| DAMWON Gaming | DWG | 3      |

| Game | Blue side | Result | Result | Red side |
| ---- | --------- | ------ | ------ | -------- |
| 1    | G2        | L      | W      | DWG      |
| 2    | DWG       | L      | W      | G2       |
| 3    | G2        | L      | W      | DWG      |
| 4    | DWG       | W      | L      | G2       |
| 5    | X         | -      | -      | X        |

#### Partido 2
- Fecha: 25 de octubre, 18:00 CST (UTC +08: 00)..

| Team        | ID  | Result |
| ----------- | --- | ------ |
| Top Esports | TES | 1      |
| Suning      | SN  | 3      |

| Game | Blue side | Result | Result | Red side |
| ---- | --------- | ------ | ------ | -------- |
| 1    | TES       | L      | W      | SN       |
| 2    | SN        | L      | W      | TES      |
| 3    | TES       | L      | W      | SN       |
| 4    | SN        | W      | L      | TES      |
| 5    | X         | -      | -      | X        |

### Final
- Lugar: Estadio de fútbol de Pudong[9]
- Fecha y hora: 31 de octubre, 18:00 CST (UTC +08: 00).
- Los miembros del equipo ganador levantarán la Copa del Invocador, obteniendo su título de Campeones del Mundo de League of Legends 2020.

| Team          | ID  | Result |
| ------------- | --- | ------ |
| Suning        | SN  | 1      |
| DAMWON Gaming | DWG | 3      |

| Game | Blue side | Result | Result | Red side |
| ---- | --------- | ------ | ------ | -------- |
| 1    | DWG       | W      | L      | SN       |
| 2    | DWG       | L      | W      | SN       |
| 3    | SN        | L      | W      | DWG      |
| 4    | DWG       | W      | L      | SN       |
| 5    | X         | -      | -      | X        |

## Sedes
Shanghái fue la ciudad elegida para albergar la competencia.
| Shanghái, China            | Shanghái, China            | Shanghái, China            | Shanghái, China            | Shanghái, China         |
| -------------------------- | -------------------------- | -------------------------- | -------------------------- | ----------------------- |
| Play-In                    | Fase de Grupos             | Cuartos de Final           | Semifinal                  | Final                   |
| Shanghai Media Tech Studio | Shanghai Media Tech Studio | Shanghai Media Tech Studio | Shanghai Media Tech Studio | Pudong Football Stadium |
| Capacidad: N/A             | Capacidad: N/A             | Capacidad: N/A             | Capacidad: N/A             | Capacidad: 33,765       |
| Shanghái                   |                            |                            |                            |                         |

## Cuadro final
| Lugar     | Equipo        | Jugadores                            | Jugadores                                                                | Premio |
| Lugar     | Equipo        | ID                                   | Nombres                                                                  | Premio |
| --------- | ------------- | ------------------------------------ | ------------------------------------------------------------------------ | ------ |
| 1.º       | DAMWON Gaming | Nuguri Canyon Showmaker Ghost BeryL  | Jang Ha-gwon Kim Geon-bu Heo Su Jang Yong-jun Cho Geon-hee               | TBA    |
| 2.º       | Suning        | Bin SofM Angel huanfeng SwordArt     | Chen Zebin Lê Quang Duy Xiang Tao Tang Huanfeng Hu Shuo-Chieh            | TBA    |
| 3.º - 4.º | G2 Esports    | Wunder Jankos Caps Perkz Mikyx       | Martin Hansen Marcin Jankowski Rasmus Winther Luka Perković Mihael Mehle | TBA    |
| 3.º - 4.º | TOP Esports   | 369 Karsa knight JackeyLove yuyanjia | Bai Jiahao Hung Hao-hsuan Zhuo Ding Yu Wenbo Liang Jiayuan               | TBA    |